# Liste der denkmalgeschützten Objekte in Sankt Gallen (Steiermark)
Die Liste der denkmalgeschützten Objekte in Sankt Gallen enthält die 20 denkmalgeschützten, unbeweglichen Objekte der Gemeinde Sankt Gallen im steirischen Bezirk Liezen.

## Denkmäler
| Foto |                 | Denkmal                                                                                 | Standort                                            | Beschreibung | Metadaten |
| ---- | --------------- | --------------------------------------------------------------------------------------- | --------------------------------------------------- | --- | --- |
| ja   | Datei hochladen | Wies-Kapelle HERIS-ID: 83981 Objekt-ID: 98041                                           | gegenüber Geigenkogel 52 Standort KG: Bergerviertel | | BDA-Hist.: Q38181835 Status: § 2a Stand der BDA-Liste: 2025-06-30 Name: Wies-Kapelle GstNr.: .65                                                                                          |
| ja   | Datei hochladen | Wohnhaus, ehem. Oberlehrerhaus HERIS-ID: 83969 Objekt-ID: 98029                         | Kirchenviertel 1 Standort KG: Bergerviertel         | | BDA-Hist.: Q38181768 Status: § 2a Stand der BDA-Liste: 2025-06-30 Name: Wohnhaus, ehem. Oberlehrerhaus GstNr.: .41                                                                        |
| ja   | Datei hochladen | Hammerherrenhaus, sog. Pfeifferhammer HERIS-ID: 84000 Objekt-ID: 98060                  | Spitzenbach 7 Standort KG: Bergerviertel            | Herrenhaus des ehemaligen „unteren Sensenhammers in Spitzenbach“ (später „Pfeifferhammer“). Zweigeschoßiger Bau des 18. Jahrhunderts mit abgesetztem Mansarddach, im Obergeschoß schmiedeeiserne Fensterkörbe aus dem Rokoko. Am Steingewände der Haustür bez. mit „17 F H 62“ (Franz Häusler) und dem Hammerzeichen „Herz“. Im Obergeschoß stuckverzierte Decken. 1992–1995 umfassende Außen- und Innenrenovierung. | BDA-Hist.: Q38181896 Status: § 2a Stand der BDA-Liste: 2025-06-30 Name: Hammerherrenhaus, sog. Pfeifferhammer GstNr.: .36/2                                                               |
| ja   | Datei hochladen | Wohnhaus HERIS-ID: 83951 Objekt-ID: 98011                                               | Oberhof 2 Standort KG: Oberreith                    | | BDA-Hist.: Q38181707 Status: § 2a Stand der BDA-Liste: 2025-06-30 Name: Wohnhaus GstNr.: 27/2                                                                                             |
| ja   | Datei hochladen | Wegkapelle HERIS-ID: 83975 Objekt-ID: 98035                                             | gegenüber Oberhof 94 Standort KG: Oberreith         | | BDA-Hist.: Q38181779 Status: § 2a Stand der BDA-Liste: 2025-06-30 Name: Wegkapelle GstNr.: .2/1                                                                                           |
| ja   | Datei hochladen | Friedhofskapelle Schmerzhafte Mutter Gottes HERIS-ID: 51816 Objekt-ID: 57611            | Auf der Au Standort KG: St. Gallen                  | | BDA-Hist.: Q38047864 Status: § 2a Stand der BDA-Liste: 2025-06-30 Name: Friedhofskapelle Schmerzhafte Mutter Gottes GstNr.: .57                                                           |
| ja   | Datei hochladen | Hufschmiede, Habacher-Schmiede HERIS-ID: 58675 Objekt-ID: 69444                         | Auf der Au 11 Standort KG: St. Gallen               | | BDA-Hist.: Q38084312 Status: Bescheid Stand der BDA-Liste: 2025-06-30 Name: Hufschmiede, Habacher-Schmiede GstNr.: 232/4                                                                  |
| ja   | Datei hochladen | Pfarrhof HERIS-ID: 83949 Objekt-ID: 98009                                               | Kirchenviertel 25 Standort KG: St. Gallen           | Der stattliche Pfarrhof wurde 1715 neu gebaut, an der Außenwand trägt er ein Sgraffito des hl. Gallus von Toni Hafner. | BDA-Hist.: Q38181680 Status: § 2a Stand der BDA-Liste: 2025-06-30 Name: Pfarrhof GstNr.: .4                                                                                               |
| ja   | Datei hochladen | Bürgerhaus mit Wirtschaftsgebäude und Toreinfahrt HERIS-ID: 51813 Objekt-ID: 57608      | Markt 22 Standort KG: St. Gallen                    | Der Wappenstein über dem Portal ist mit 1565 bezeichnet. | BDA-Hist.: Q38047856 Status: Bescheid Stand der BDA-Liste: 2025-06-30 Name: Bürgerhaus mit Wirtschaftsgebäude und Toreinfahrt GstNr.: .7                                                  |
| ja   | Datei hochladen | Brunnen HERIS-ID: 83977 Objekt-ID: 98037                                                | vor Markt 28 Standort KG: St. Gallen                | Der steinerne 8-eckige Brunnen mit Wappentier und Kettenfreiheit steht in der Mitte des Marktplatzes. Er wurde 1907 im Zuge des Hochquellenleitungsbau erneuert und in mit verschiedenen Inschriften bezeichnet. | BDA-Hist.: Q38181799 Status: § 2a Stand der BDA-Liste: 2025-06-30 Name: Brunnen GstNr.: 318/1                                                                                             |
| ja   | Datei hochladen | Ehem. Gericht, ehem. Gewerkenhaus HERIS-ID: 51814 Objekt-ID: 57609                      | Markt 35 Standort KG: St. Gallen                    | Das Gewerkenhaus hat eine unvollständige barocke Fassadengliederung aus dem 18. Jahrhundert. | BDA-Hist.: Q38047860 Status: § 2a Stand der BDA-Liste: 2025-06-30 Name: ehem. Gericht, ehem. Gewerkenhaus GstNr.: .15/2                                                                   |
| ja   | Datei hochladen | Gewerkenhaus, ehem. Gasthof Zur Post HERIS-ID: 46395 Objekt-ID: 48378                   | Markt 36 Standort KG: St. Gallen                    | Der ehemalige Gasthof Zur Post, davor Gewerkenhaus, hat eine Sgraffitofassade gegen 1600, Bänder mit Pflanzenmotiven und Sirenen. Die Fensterumrandungen wurden bereits erneuert. In der Mitte des Obergeschoßes ein Doppelfenstergewände mit Würfelkapitellen. 1975 restauriert. | BDA-Hist.: Q38021146 Status: Bescheid Stand der BDA-Liste: 2025-06-30 Name: Gewerkenhaus, ehem. Gasthof Zur Post GstNr.: .16/1                                                            |
| ja   | Datei hochladen | Bürgerhaus HERIS-ID: 83959 Objekt-ID: 98019                                             | Markt 44 Standort KG: St. Gallen                    | | BDA-Hist.: Q38181729 Status: § 2a Stand der BDA-Liste: 2025-06-30 Name: Bürgerhaus GstNr.: .30/1                                                                                          |
| ja   | Datei hochladen | Ehem. Gendarmeriegebäude, Feuerwehr HERIS-ID: 37386 Objekt-ID: 36512                    | Markt 53 Standort KG: St. Gallen                    | | BDA-Hist.: Q37975372 Status: Bescheid Stand der BDA-Liste: 2025-06-30 Name: Ehem. Gendarmeriegebäude, Feuerwehr GstNr.: 134/3                                                             |
| ja   | Datei hochladen | Figurenbildstock hl. Johannes Nepomuk HERIS-ID: 83976 Objekt-ID: 98036                  | bei Markt 95 Standort KG: St. Gallen                | Die Johann-Nepomuk-Statue aus Sandstein stammt aus dem 2. Viertel des 18. Jahrhunderts. Auf dem Sockel eine Reliefdarstellung des Brückensturzes. | BDA-Hist.: Q38181789 Status: § 2a Stand der BDA-Liste: 2025-06-30 Name: Figurenbildstock hl. Johannes Nepomuk GstNr.: 318/1 Bildstock Nepomuk Sankt Gallen                                |
| ja   | Datei hochladen | Bildstock HERIS-ID: 83996 Objekt-ID: 98056                                              | neben Markt 135 Standort KG: St. Gallen             | Der gotische Nischenbildstock ist mit 1488 datiert. | BDA-Hist.: Q38181865 Status: § 2a Stand der BDA-Liste: 2025-06-30 Name: Bildstock GstNr.: 140/9                                                                                           |
| ja   | Datei hochladen | Meierhof, Moarhof HERIS-ID: 83950 Objekt-ID: 98010                                      | Moarhof 1 Standort KG: St. Gallen                   | | BDA-Hist.: Q38181698 Status: § 2a Stand der BDA-Liste: 2025-06-30 Name: Meierhof, Moarhof GstNr.: .81                                                                                     |
| ja   | Datei hochladen | Kath. Pfarrkirche hl. Gallus und ehem. Friedhofsfläche HERIS-ID: 51817 Objekt-ID: 57612 | Sankt Gallen Standort KG: St. Gallen                | Die Kirche wurde von 1138 bis 1152 durch Gottfried von Wettenfeld erbaut und dem Stift Admont inkorporiert. Der spätgotische Neubau der Kirche erfolgte von 1515 bis 1523. Eine barocke Erweiterung des Langhauses durch Hans Retschitzegger von 1736 bis 1740. Den Turm errichtete 1753 Cassian Singer aus Kitzbühel.                                                                                               | BDA-Hist.: Q38047867 Status: § 2a Stand der BDA-Liste: 2025-06-30 Name: Kath. Pfarrkirche hl. Gallus und ehem. Friedhofsfläche GstNr.: .1/1, 8, 318/1 Pfarrkirche St. Gallen (Steiermark) |
| ja   | Datei hochladen | Burgruine Gallenstein HERIS-ID: 83941 Objekt-ID: 97999                                  | Standort KG: St. Gallen                             | → Hauptartikel : Burg Gallenstein f1 | BDA-Hist.: Q1011910 Status: § 2a Stand der BDA-Liste: 2025-06-30 Name: Burgruine Gallenstein GstNr.: .86, 317/1 Ruine Gallenstein                                                         |
| ja   | Datei hochladen | Kriegerdenkmal HERIS-ID: 83978 Objekt-ID: 98038                                         | Standort KG: St. Gallen                             | | BDA-Hist.: Q38181809 Status: § 2a Stand der BDA-Liste: 2025-06-30 Name: Kriegerdenkmal GstNr.: 8                                                                                          |

## Ehemalige Denkmäler
| Foto |                 | Denkmal                                     | Standort                                                      | Beschreibung                                       | Metadaten |
| ---- | --------------- | ------------------------------------------- | ------------------------------------------------------------- | -------------------------------------------------- | --- |
| ja   | Datei hochladen | Ehem. Schüttkasten Objekt-ID: 98426bis 2016 | Weißenbach an der Enns 57 Standort KG: Weißenbach an der Enns | → Hauptartikel : Schüttkasten (Weißenbach/Enns) f1 | BDA-Hist.: Q1391384 Status: § 2a Stand der BDA-Liste: 2016-06-21 Name: Ehem. Schüttkasten GstNr.: .4 Schüttkasten Weißenbach an der Enns |